# 台湾蔓藓
台湾蔓藓（学名：Meteorium taiwanense）为蔓藓科蔓藓属下的一个种。